# 司法消極主義
司法消極主義（しほうしょうきょくしゅぎ、英語: judical passivism）とは、司法府（裁判所）が立法府や行政府の判断を尊重し、違憲性が明白でない限り違憲審査を行わないことである。

## 概要
法治国家・立憲主義国家において判断のもととなる憲法・法律を社会環境などによって拡大解釈せずに文言のとおりに解釈しようという姿勢である。類義的なものとして、解釈は文言から離れてはならないとする「条文主義」や憲法解釈は憲法制定者の意思から離れてはならぬとする「原意主義」がある。また先例や前例を重要とし従うとする「判例主義」がある。これとは反対に司法が積極的に法の不備・欠陥などを正しリードしていく役割も担う立場を司法積極主義といい、アメリカなどでよく見受けられる。判例法主義・制定法主義は法体系の基本や過去の既成的な面であり、今までの事例などに収まらない新しい部分はエクイティや法の解釈などで補助しているが、そこにおける姿勢の積極性・消極性の違いである。
1936年のアメリカ合衆国におけるアシュワンダー事件判決中のブランダイス裁判官が明示し定式化された「憲法判断回避の準則」（ブランダイス・ルール）は裁判所が政治領域に踏み込むことを避け、法原理部門としての自己のアイデンティティを保持していこうという自己抑制のアプローチの所産であり、そこには①司法権の行使であるということにともなう憲法上の限界認識、②自己のアイデンティティ保持のための政策的・分別的配慮も多分にかかる認識と分かち難く反映されているものと思われる。裁判所が憲法訴訟に臨むにあたってのこうした自己抑制的な姿勢は司法の謙抑とも呼ぶべきもので、この自己抑制的な姿勢は、違憲かどうかの実体判断のレベルにもおよびうる可能性がある。法律が違憲かどうかの判断は、大きくかつ複雑な政治の領域の事情を考慮に入れなければならず、国民の代表である議会の制定した法律は明白な誤りがあると認められる場合にのみ違憲とすべきという明白性の原則がある。これらのレベルを含めて司法消極主義という言葉が用いられ、それと対象をなす立場ないし姿勢が司法積極主義と称されてきたように思われる（中谷実）。

## 日本においての司法消極主義
少なくとも第二次世界大戦後の日本は基本的に司法消極主義であり、戦前は大日本帝国憲法に違憲審査権の規定がなく、司法は違憲審査権を有しないと解されていた。
日本国憲法第81条においては、最高裁判所を終審裁判所として違憲法令審査権を有すると規定されている。しかしながら、その権利が行使されたのは数えるほどであり、日本は極端な司法消極主義とも判例主義（≠判例法主義）ともいわれる。なお、ドイツにおいて2007年に連邦憲法裁判所のホームページ上で公表された統計資料によれば、 2006年の憲法訴願の処理件数は5,782件を数える。
日本国憲法第81条は、アメリカ型の付随的違憲審査制を採っていると解するのが通説である。したがって、現実的には違憲「立法」審査権ではなく「裁判で実際に問題になった事件上でのみ行使できる」限られた違憲審査権である（立法行為のみの時点で審査できるのではなく、それが現実の裁判で問題になって初めて権利を行使することができる）。また、この点は議論の余地があるものの「日本国憲法に違反する行政処分取消請求 最高裁昭和27年10月8日大法廷判決」において、裁判所は具体的事件を離れて合憲性・違憲性を判断する立場でないとの判決を出しているので、前者のように解するのが妥当である。また、具体的事件に縛られないで違憲審査権を行使できるのが抽象的違憲審査制である。

### 背景
日本の裁判官が政策形成や違憲判断に消極的なのは、以下の制度要因に起因するという。
職歴（他の経験が少ない）
裁判官は、裁判所以外での経験が少なく、政策形成の経験を積む機会が少ない。
任期（判断が、自身の将来に影響する）
裁判官は約3年の短い周期で異動する。異動先には人気のある場所とない場所（例えば都会と地方では、都会の方が人気があるという）があるが、違憲判決を出すなどした裁判官は、人気のない場所に異動しやすく、その際の任期も長めになる傾向があるという。
内閣法制局の存在
官庁が作成する法案は、内閣法制局の審査をクリアしてから国会に提出される。この審査の際に法案に違憲の可能性があるかどうかを厳しくチェックする。事前のチェック機能があるため、そもそも違憲となる法律ができづらい。なお、この流れに乗らない議員立法の方が裁判所からの指摘が多いという。